# فهرست شهرستان‌های استان تهران
استان تهران دارای ۱۶ شهرستان می‌باشد. شهرستان تهران پرجمعیت‌ترین شهرستان استان است. این استان در سال ۱۳۹۵ دارای ۱۳٬۲۶۷٬۶۳۷ نفر جمعیت بوده‌است. شهرستانهای استان تهران بر پایه سرشماری سال‌های ۱۳۹۰ و ۱۳۹۵ خورشیدی بدین شرح است:
| ۱  | تهران     | تهران     | ۸٬۷۳۷٬۵۱۰ | ۹٬۴۵۰٬۱۳۲ | ۱۳۱۶ | ۸٬۲۹۳٬۱۴۰ | ۸٬۷۳۷٬۵۱۰ | −۵٫۰۹٪  |
| ۲  | شهریار    | شهریار    | ۷۴۴٬۲۱۰   | ۸۷۳٬۱۳۵   | ۱۳۶۷ | ۶۲۴٬۴۴۰   | ۷۴۴٬۲۱۰   | −۱۶٫۰۹٪ |
| ۳  | اسلامشهر  | اسلامشهر  | ۴۵۸٬۶۸۸   | ۵۴۸٬۶۲۰   | ۱۳۷۳ | ۴۵۸٬۶۸۸   | ۵۴۸٬۶۲۰   | −۱۶٫۳۹٪ |
| ۴  | بهارستان  | صالحیه    | ۵۲۳٬۶۳۶   | ۵۳۶٬۳۲۹   | ۱۳۸۹ | ۵۲۳٬۶۳۶   | ۵۳۶٬۳۲۹   | −۲٫۳۷٪  |
| ۵  | ملارد     | ملارد     | ۳۷۳٬۹۹۴   | ۳۷۷٬۲۹۲   | ۱۳۸۸ | ۳۷۳٬۹۹۴   | ۳۷۷٬۲۹۲   | −۰٫۸۷٪  |
| ۶  | پاکدشت    | پاکدشت    | ۲۹۱٬۳۹۷   | ۳۵۰٬۹۶۶   | ۱۳۷۶ | ۲۹۱٬۳۹۷   | ۳۵۰٬۹۶۶   | −۱۶٫۹۷٪ |
| ۷  | ری        | ری        | ۳۱۹٬۳۰۵   | ۳۴۹٬۷۰۰   | ۱۳۵۷ | ۳۱۹٬۳۰۵   | ۳۴۹٬۷۰۰   | −۸٫۶۹٪  |
| ۸  | قدس       | قدس       | ۲۹۰٬۶۳۳   | ۳۱۶٬۶۳۶   | ۱۳۸۸ | ۲۹۰٬۶۳۳   | ۳۱۶٬۶۳۶   | −۸٫۲۱٪  |
| ۹  | رباط کریم | رباط کریم | ۱۹۵٬۹۱۷   | ۲۹۱٬۵۱۶   | ۱۳۷۵ | ۱۹۵٬۹۱۷   | ۲۹۱٬۵۱۶   | −۳۲٫۷۹٪ |
| ۱۰ | ورامین    | ورامین    | ۵۲۶٬۲۹۴   | ۲۸۳٬۷۴۲   | ۱۳۵۴ | ۵۲۶٬۲۹۴   | ۲۸۳٬۷۴۲   | +۸۵٫۴۸٪ |
| ۱۱ | قرچک      | قرچک      | -         | ۲۶۹٬۱۳۸   | ۱۳۹۱ | -         | -         | -       |
| ۱۲ | پردیس     | پردیس     | -         | ۱۶۹٬۰۶۰   | ۱۳۹۱ | -         | -         | -       |
| ۱۳ | دماوند    | دماوند    | ۱۰۰٬۶۹۰   | ۱۲۵٬۴۸۰   | ۱۳۲۵ | ۱۰۰٬۶۹۰   | ۱۲۵٬۴۸۰   | −۱۹٫۷۶٪ |
| ۱۴ | پیشوا     | پیشوا     | ۷۵٬۴۵۴    | ۸۶٬۶۰۱    | ۱۳۸۹ | ۷۵٬۴۵۴    | ۸۶٬۶۰۱    | −۱۲٫۸۷٪ |
| ۱۵ | شمیرانات  | شمیران    | ۴۴٬۰۶۱    | ۴۷٬۲۷۹    | ۱۳۵۷ | ۴۴٬۰۶۱    | ۴۷٬۲۷۹    | −۶٫۸۱٪  |
| ۱۶ | فیروزکوه  | فیروزکوه  | ۳۸٬۷۱۲    | ۳۳٬۵۵۸    | ۱۳۷۵ | ۳۸٬۷۱۲    | ۳۳٬۵۵۸    | +۱۵٫۳۶٪ |

البته باید توجه داشته باشید طبق آمار رسمی اکثراً شهرستان‌ها از برخی استانها جمعیت بیشتری دارندو در سال ۱۴۰۰ روند افزایش داشته‌اند